# Aur

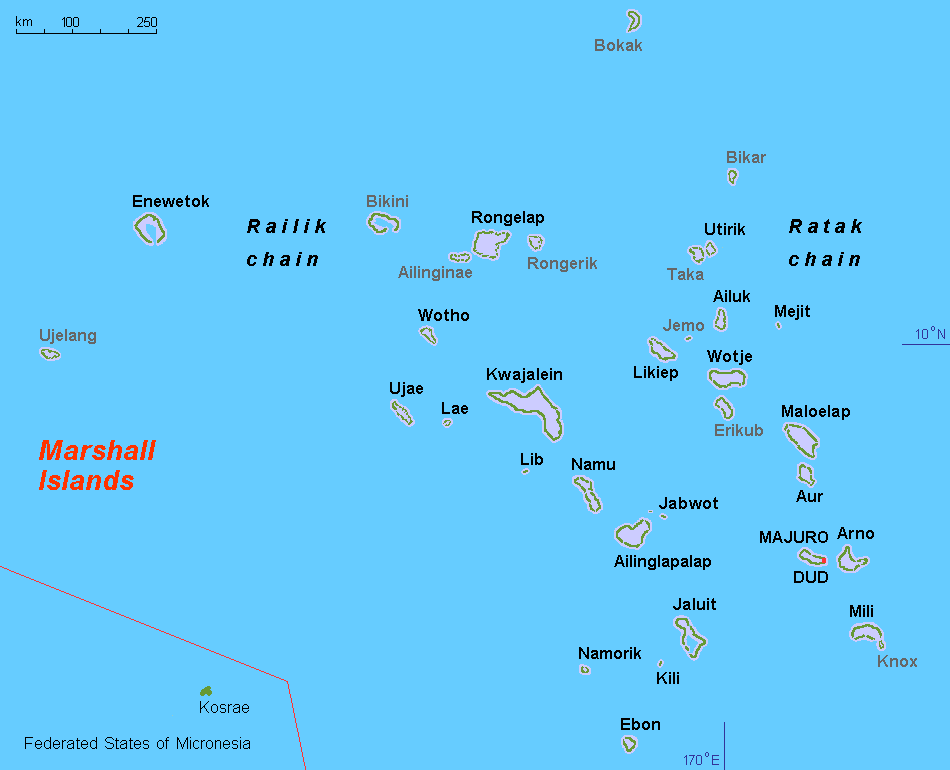
Marshallöarna, Aur ovanför Majuro precis nedanför Maloelap

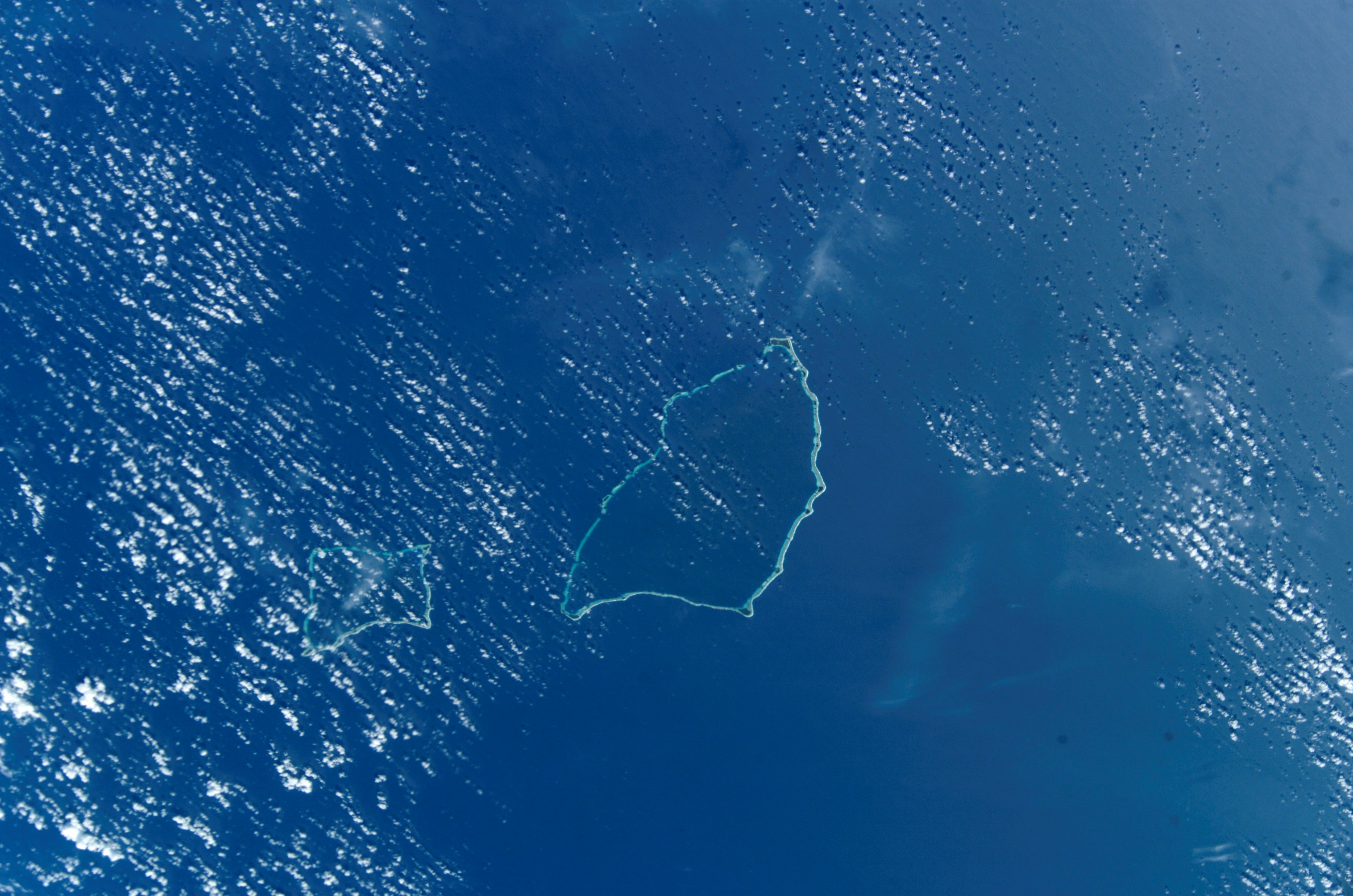
Aur, till höger Maloelap

Aur (Marshallesiska Aur) är en atoll bland Rataköarna i norra Stilla havet och tillhör Marshallöarna.

## Geografi
Aur ligger ca 145 km norr om huvudön Majuro och ca 10 km söder om Maloelapatollen. 
Atollen är en korallatoll och har en total areal om cirka 245,4 km² med en landmassa på cirka 5,62 km² och en lagun på cirka 239,78 km². Atollen består av cia 42 öar och den högsta höjden är på endast cirka 8 m ö.h. De större öarna är:
- Aur, huvudön, i den södra delen
- Tabal, i den centrala delen
- Dagelap, även Bigen, i den norra delen

Befolkningen uppgår till cirka 500 invånare. Förvaltningsmässigt utgör atollen en egen "municipality" (kommun). Öns flygplats Aur Island Airport (flygplatskod "AUL") har kapacitet för lokalt flyg.

## Historia
Rataköarna har troligen bebotts av mikronesier sedan cirka 1000 f.Kr. och några öar upptäcktes redan 1526 av spanske kaptenen Alonso de Salazar.
Aur upptäcktes den 27 juni 1788 av brittiske kaptenerna Thomas Gilbert och William Marshall. Den 23 februari 1817 landsteg den ryske upptäcktsresanden Otto von Kotzebue och utforskade ön lite. Öarna hamnade senare under spansk överhöghet.
Neuguinea-Compagnie, ett tyskt handelsbolag köpte ögruppen från Spanien och etablerades sig på Rataköarna kring 1885 och öarna blev då ett eget förvaltningsområde tills de i oktober 1885 blev ett tyskt protektorat och då blev del i Tyska Nya Guinea.
Under första världskriget ockuperades området i oktober 1914 av Japan som även erhöll förvaltningsmandat, det Japanska Stillahavsmandatet, över området av Nationernas förbund vid Versaillesfreden 1919.
Under andra världskriget erövrade USA området 1944. Därefter hamnade ögruppen under amerikansk överhöghet. 1947 utsågs Marshallöarna tillsammans med hela Karolinerna till "Trust Territory of the Pacific Islands" av Förenta nationerna och förvaltades av USA.